# Pruina

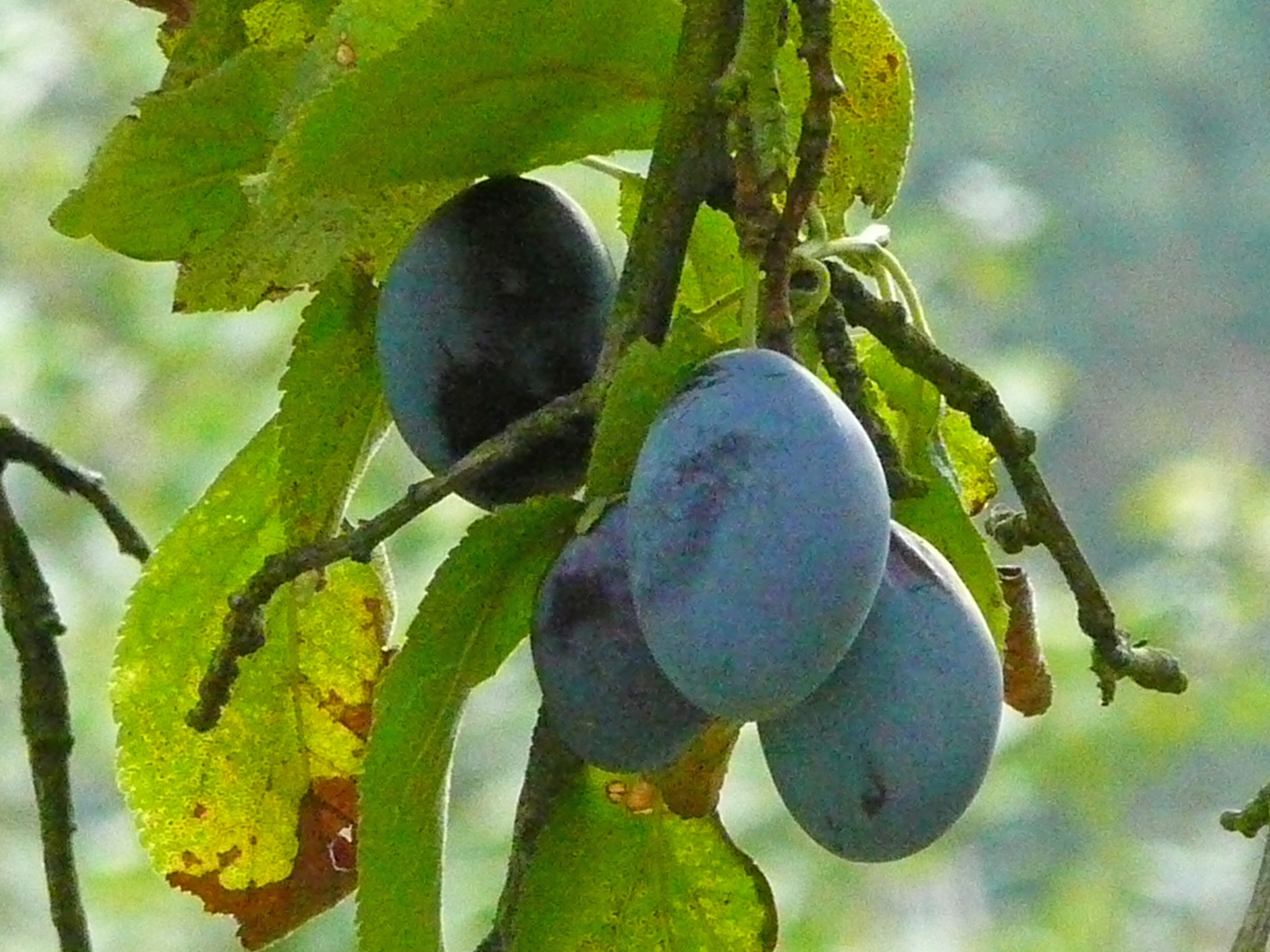
Pruina abundante cubre la piel de la ciruela Stanley.

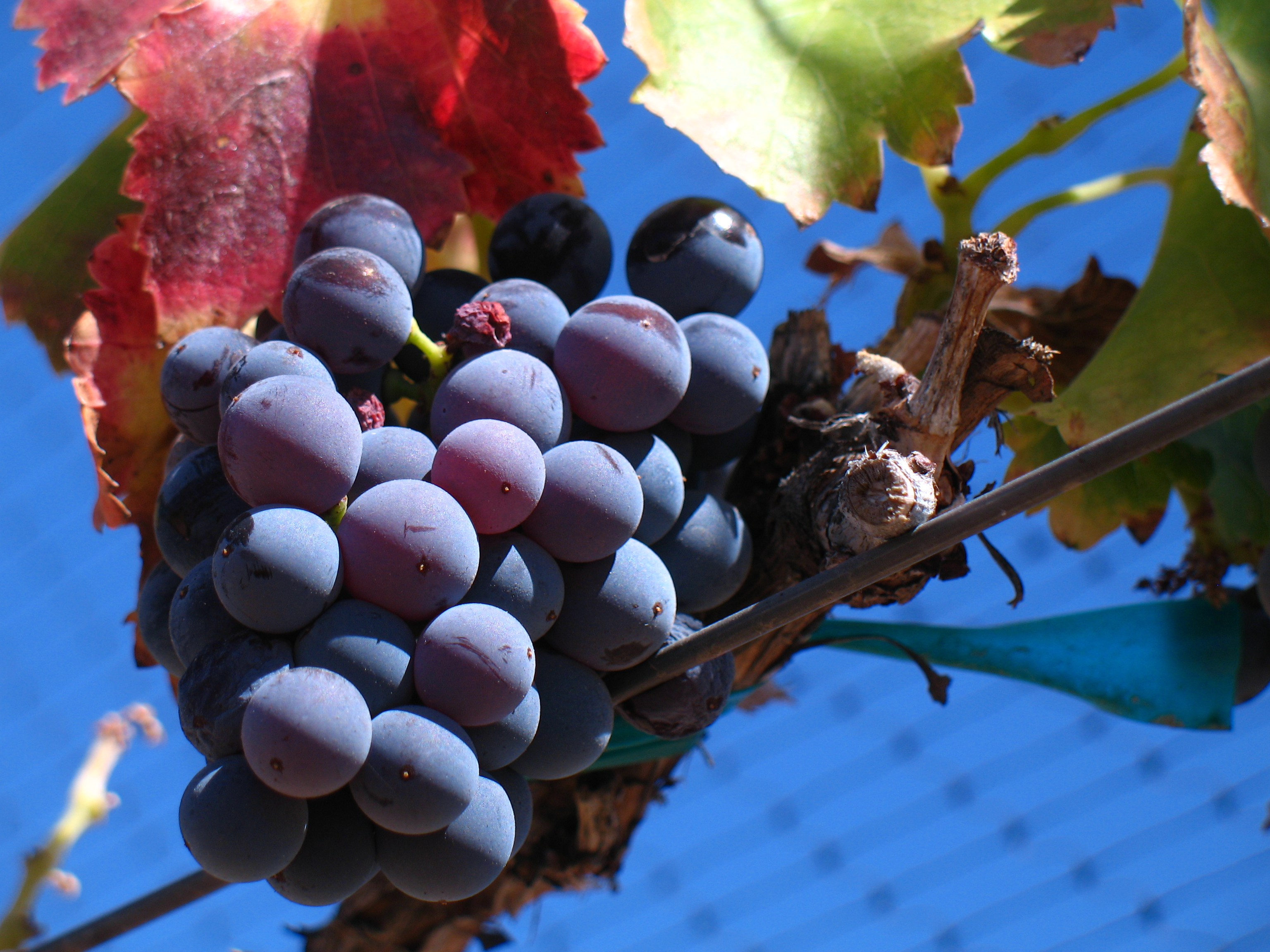
Pruina abundante cubre la piel de las uvas Garnacha negra.

La pruina según la definición de la RAE es: "Tenue recubrimiento céreo que presentan las hojas, tallos o frutos de algunos vegetales." 

## Formación
La pruina es el manto blanco o cera natural que recubre y está adherido a la piel de diversas frutas como ciruelas y uvas. Posee una textura pulvurulenta que hay que cuidar y no retirar, pues este polvillo blanco (pruina) se elimina fácilmente y es un protector natural.